# Nancy Lyons

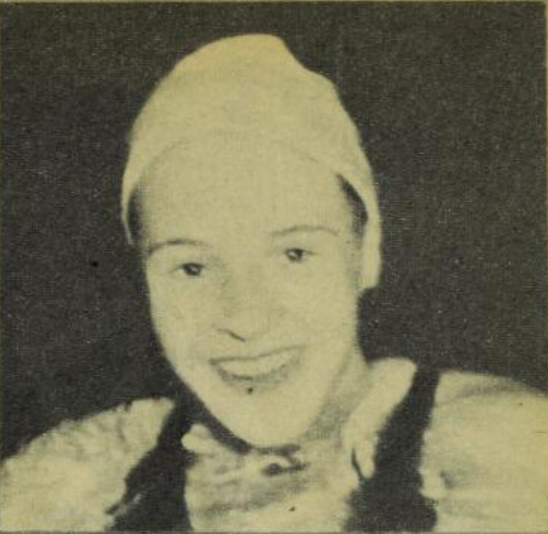
Nancy Lyons, 1946

Beatrice „Nancy“ Lyons, nach Heirat Beatrice „Nancy“ Welch (* 12. April 1930 in Queensland), ist eine ehemalige australische Schwimmerin. Sie erschwamm bei Olympischen Spielen eine Silbermedaille und bei Commonwealth Games je eine Gold- und Silbermedaille.

## Sportliche Karriere
Nancy Lyons lernte im Alter von vier Jahren in Townsville Schwimmen. Später zog ihre Familie nach Coorparoo, einen Vorort von Brisbane. Mit neun Jahren gewann sie ihren ersten Wettbewerb. Ihre Trainerin war Mabel Springfield.
Bei den Olympischen Spielen 1948 in London schwamm Lyons in Vorlauf und Halbfinale jeweils die drittschnellste Zeit über 200 Meter Brust. Im Finale siegte die Niederländerin Petronella van Vliet mit 0,5 Sekunden Vorsprung vor Lyons, die ihrerseits 2,5 Sekunden vor der drittplatzierten Ungarin Éva Novák hatte. Zwei Jahre später bei den British Empire Games 1950 in Auckland siegte über 220 Yards Brust die Schottin Elenor Gordon, die zwei Jahre zuvor in London im Halbfinale ausgeschieden war. In Auckland hatte sie fast zwei Sekunden Vorsprung vor Lyons. Die drittplatzierte Engländerin Elizabeth Church lag über sechs Sekunden hinter Lyons. Die 3-mal-110-Yards-Lagenstaffel mit Judy-Joy Davies, Beatrice Lyons und Marjorie McQuade siegte vor den Staffeln aus England und Schottland. Bei den Olympischen Spielen 1952 in Helsinki trat Lyons noch einmal über 200 Meter Brust an, schied aber als 15. des Halbfinales aus.
Nancy Lyons war die erste Olympiateilnehmerin von der University of Queensland. 2009 wurde sie in die Queensland Sport Hall of Fame aufgenommen, die im gleichen Jahr eröffnet wurde.